# Joan Lloert

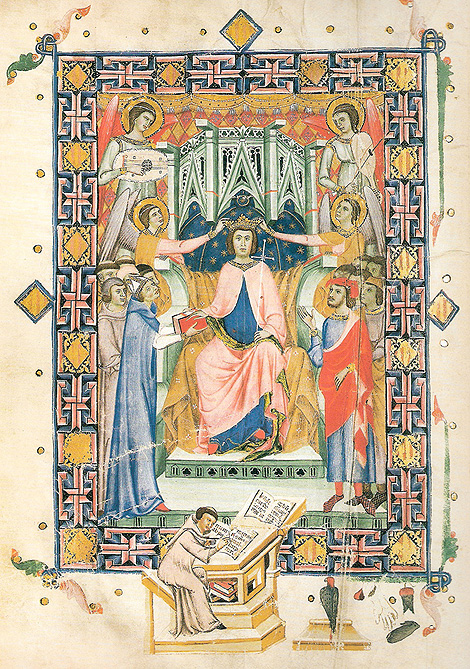
Taller del Mestre dels Privilegis, Llibre dels privilegis de Mallorca, 1334, Jaume II, és coronat davant de Jaume I.

Joan Lloert o Joan Loert, més conegut com el Mestre dels Privilegis, (Mallorca, segle xiii - Mallorca, segle XIV) fou un miniaturista i pintor gòtic de retaules, actiu a Mallorca entre el 1300 i el 1344.

## Obres atribuïdes
- Lleis Palatines de Jaume II, Bibliotheque Royale Albert I de Brussel·les.
- Retaule de Santa Magdalena i Santa Llucia (6 fragments). Museu de Mallorca, Mallorca[3]
- Retaule de Santa Quitèria (1332), Museu de Mallorca.
- Llibre de Privilegis i Franqueses del Regne de Mallorca (1334-1339).
- Retaules de Santa Magdalena y Santa Llucia, a la Col·lecció Costa.
- Retaule de Santa Eulàlia (1349), catedral de Mallorca.
- Taula del Papa Sant Silvestre, catedral de Mallorca.